# (200403) 2000 SV52
(200403) 2000 SV52 es un asteroide perteneciente al cinturón de asteroides descubierto el 24 de septiembre de 2000 por el equipo del Lincoln Near-Earth Asteroid Research desde el Laboratorio Lincoln, Socorro, Nuevo México, Estados Unidos.

## Designación y nombre
Designado provisionalmente como 2000 SV52.

## Características orbitales
2000 SV52 está situado a una distancia media del Sol de 2,431 ua, pudiendo alejarse hasta 2,856 ua y acercarse hasta 2,005 ua. Su excentricidad es 0,174 y la inclinación orbital 1,473 grados. Emplea 1384,60 días en completar una órbita alrededor del Sol.

## Características físicas
La magnitud absoluta de 2000 SV52 es 16,5. 